# ألفرد رينارد
ألفرد رينارد هو مهندس وطيار بلجيكي، ولد في 21 أبريل 1895 في آندرلخت في بلجيكا، وتوفي في 20 يونيو 1988 في Woluwe-Saint-Lambert ‏ في بلجيكا بسبب حادث مرور.